# Martin Shaw
Martin Shaw (Birmingham, 21 januari 1945) is een Engelse acteur.
Hij vervulde meer dan honderd rollen voor de televisie, beginnende in 1967 met Love on the Dole. Ook op toneel is hij regelmatig te zien geweest. Van 2001 tot en met 2007 vervulde Shaw de titelrol in de Engelse televisieserie Judge John Deed. Hij kreeg in 2007 de hoofdrol in Inspector George Gently, een politieserie gesitueerd in de jaren zestig.
In 2003 werd een Adam Dalgliesh-verhaal, Death in Holy Orders, verfilmd. Shaw speelde hierin Adam Dalgliesh. In 2005 verscheen hij in dezelfde rol in The Murder Room.
Shaw bracht zijn jeugd door in Erdington en Sutton Coldfield, in de buurt van Birmingham. In 1971 werd hij een volgeling van Charan Singh, een meester van de oude spirituele traditie van Sant Mat. Dit betrof een strikt lactovegetarisch dieet, meditatie, yoga en het vermijden van alcohol en andere geestverruimende middelen.
Shaw is activist voor dierenrechten en dierenwelzijn. Hij is de beschermheer van de Hillside Animal Sanctuary in Norfolk, een liefdadigheidsorganisatie die voor een veilig thuis zorgt voor verwaarloosde en mishandelde dieren.
In interviews en in de documentaireserie Martin Shaw: Aviators deelt Shaw zijn passie voor antieke vliegtuigen. Hij heeft daarvoor een vliegbrevet. Shaw bezat een aantal jaren een Boeing Stearman PT-17 Kaydet (G-BAVO) uit 1943. Daarna ging hij vliegen in een Piper Cub (G-BFBY).
Shaw heeft drie kinderen bij zijn eerste vrouw, actrice Jill Allen, met wie hij trouwde in 1968: acteur Luke Shaw, acteur en regisseur Joe Shaw en Sophie Shaw, actrice en zangeres bij de band "Blue Harlem". Shaws tweede vrouw werd de voormalige verpleegster, alternatieve therapeute en kernprocespsychotherapeute Maggie Mansfield.
Shaws derde vrouw was tv-presentatrice, milieu-activiste en collega-pilote Vicky Kimm.
Tussen januari 2003 en juli 2008 werden Shaw en zijn partner Karen da Silva gestalkt door Sandra Price. Price zond Shaw meerdere brieven (waarvan Shaw zei dat ze beledigend en opdringerig waren), een 120 pagina's tellend dossier van haar opvattingen over zijn carrière en een 45 minuten durende cassettetape. Zij werd later opgepakt en hoewel ze geen vrijheidsstraf kreeg, werd ze veroordeeld tot het verrichten van 240 uur onbetaald werk.
Op 18 augustus 2010 stortte Shaw in tijdens de eerste uitvoering van de middagvoorstelling van A Country Girl in Shrewsbury's Theatre Severn. Zijn agent, Roger Charteris, zei dat hij last had van gebroken ribben en antibiotica moest gebruiken voor een ernstige luchtweginfectie.

## Filmografie
Televisie
- Love on the Dole (1969)
- Coronation Street (als Robert Croft)
- Helen: A Woman of Today (1973) (als Jack Tully)
- The Professionals (1977-1981) (als Ray Doyle)
- Cream in My Coffee door Denis Potter
- East Lynne (1982)
- The Last Place on Earth (1985) (als Robert Falcon Scott)
- The Chief (1990-1995) (23 afleveringen) als Chief Constable Alan Cade
- Rhodes (1997) (als Cecil Rhodes)
- The Scarlet Pimpernel (als Chauvelin)
- The hound of the Baskervilles (1983) (als Sir Henry Baskerville)
- A&E 1997-2002 (als Robert Kingsford)
- P.D. James' Death in Holy Orders (2003) (als Adam Dalgliesh)
- Judge John Deed (als Judge John Deed in 26 afleveringen)
- Martin Shaw: Aviators (hijzelf)
- Doctor at Large (elf afleveringen als Huw Evans 1969-71)
- Cranford (2007) (als Peter Jenkyns)
- Inspector George Gently (2007-2017) (als Inspector George Gently)
- Apparitions (2008) (als Father Jacob)
- Agatha Christie's Poirot (2010) (als Charles Cartwright)

Theater
- Look Back in Anger (Royal Court 1968) als Cliff Lewis
- The Contractor (Royal Court, 1969) als Paul
- The Battle of Shrivings (Lyric Theatre, 1970) als David
- Cancer (Moon Children in the US), Royal Court, 1970) as Bob
- The Bacchae (National Theatre in de Old Vic, 1973) als Dionysus
- Saturday, Sunday, Monday (National Theatre at the Old Vic, 1973) als Attilio (tegenover Laurence Olivier)
- A Streetcar Named Desire (Piccadilly Theatre, 1974) als Stanley Kowalski
- Miss Julie (Greenwich Theatre, 1975) als Jean
- Teeth 'n' Smiles (Wyndham's Theatre, 1976) als Arthur
- They're Playing Our Song (Shaftesbury Theatre, 1981) as Vernon Gersch
- The Country Girl (Apollo Theatre, 1983) als de regisseur
- Are You Lonesome Tonight? (Phoenix Theatre, 1985) als 'The Older Elvis Presley'
- The Big Knife (Albery Theatre, 1987) als Charles Castle
- A Streetcar Named Desire (1988)
- Other People's Money  (Lyric Theatre, 1990) als Garfinkel
- Betrayal (Almeida Theatre, 1991) als Robert
- Sienna Red, door Stephen Poliakoff, met Francesca Annis (Richmond Theatre, May 1992)
- An Ideal Husband (Globe Theatre, 1992) als Lord Goring
- Rough Justice by Terence Frisby (Apollo Theatre, 1994) als James Highwood
- An Ideal Husband (Haymarket, en de Old Vic, 1996;  als Roger Flaviares
- A Man For All Seasons (Haymarket, 2005/6) als Sir Thomas More

Film
- Macbeth (1971) (als Banquo)
- The Golden Voyage of Sinbad (1974) als Rachid
- Operation Daybreak (1975) (over de moord op Reinhard Heydrich)
- Facelift (1984) als Zax
- Ladder of Swords (1989)
- Oilman korte film

- Bibsys: 5087585
- Biblioteca Nacional de España: XX4678636
- Bibliothèque nationale de France: cb14066548s (data)
- Gemeinsame Normdatei: 129422649
- International Standard Name Identifier: 0000 0001 1878 8500
- Library of Congress Control Number: n95010519
- MusicBrainz: c5a4335d-94f6-4ee5-ab74-63a2ea55ee08
- Nationale Bibliotheek van Tsjechië: pna2008456608
- Nationale Bibliotheek van Israël: 987007327504205171
- Nederlandse Thesaurus van Auteursnamen: 16848420X
- Istituto Centrale per il Catalogo Unico: UBOV705345
- SNAC: w6zx6scj
- Système universitaire de documentation: 059410973
- Virtual International Authority File: 85137653
- WorldCat: E39PBJxhtWpfDRJMYGFCVwVjYP